# Ограничена рационалност
Ограничена рационалност е идеята, че при взимането на решения индивидите са ограничени в няколко аспекта – притежавана информация, познавателните възможности на тяхното мислене и времето за взимане на решение. Тя е предложена от Херберт Саймън като алтернативна основа за математическото моделиране на взимането на решения, което се използва в икономиката и свързаните с нея дисциплини, като допълва идеята за рационалността като оптимизация, която гледа на взимането на решения като напълно рационален процес на намиране на оптималния избор, даден от наличната информация. 
Всъщност Саймън посочва, че повечето хора са само отчасти рационални, а иначе емоционални / ирационални във взимането на техните решения.
Ограничена рационалност заема централно място в бихейвиористичната икономика.